# Franz Merkle
Franz Merkle (* 16. April 1905 in Emmendingen; † 21. September 1960) war Volkswirt und von 1949 bis 1960 Schriftleiter der Zeitung Die Wirtschaftsprüfung.

## Biographie
Merkle begann nach seinem Abitur ein Studium des Maschinenbaus an der Technischen Universität Karlsruhe wechselte aber bereits nach zwei Semester zur Volkswirtschaftslehre zuerst in Tübingen und anschließend in Freiburg im Breisgau, wo er sein Diplom erhielt und 1928 bei Robert Liefmann mit seiner Arbeit Produktivität und Rentabilität zum Dr. rer. pol. promoviert wurde.
1928 begann er seine Tätigkeit bei der Schwäbischen Treuhand-Aktiengesellschaft. Er war an den Vorbereitungen der Novelle des Aktienrechts von 1931 und der ersten Gebührenregelung für die Pflichtprüfungen des Jahresabschlusses durch das gerade erst entstandene Institut der Wirtschaftsprüfer beteiligt. 1935 wurde er Wirtschaftsprüfer und zugleich Vorstand der Schwäbischen Treuhand-Aktiengesellschaft. Am 17. Oktober 1939 beantragte er die Aufnahme in die NSDAP und wurde zum 1. März 1940 aufgenommen (Mitgliedsnummer 7.565.118).
Merkle wird ein gewichtiger Einfluss auf die Ausgestaltung des D-Mark-Bilanzgesetzes zugeschrieben.
1948 unterstützte er Karl Hax bei der Schriftleitung der im selben Jahr gegründeten Zeitung Die Wirtschaftsprüfung und übernahm diese ein Jahr später bis zu seinem Tod vollständig, da Hax sich auf die Zeitschrift für handelswissenschaftliche Forschung konzentrierte.
In den folgenden Jahren war er Berater für das Institut der Wirtschaftsprüfer, der Union Européenne des Experts Comptables et Financiers, International Fiscal Association und Begründer des Instituts für Finanzen und Steuern in Bonn.

## Veröffentlichungen
- Produktivität und Rentabilität, Stuttgart 1951 – Promotionsschrift